# 79 Cancri
79 Cancri, som är stjärnans Flamsteed-beteckning, är en ensam stjärna, belägen i den mellersta delen av stjärnbilden Kräftan. Den har en skenbar magnitud av ca 6,04 och är mycket svagt synlig för blotta ögat där ljusföroreningar ej förekommer. Baserat på parallax enligt Gaia Data Release 2 på ca 8,2 mas, beräknas den befinna sig på ett avstånd på ca 400 ljusår (ca 123 parsek) från solen. Den rör sig närmare solen med en heliocentrisk radialhastighet på ca -3 km/s.

## Egenskaper
79 Cancri är en gul jättestjärna av spektralklass G5 III, som har förbrukat förrådet av väte i dess kärna och utvecklats bort från huvudserien. Den har en massa som är ca 2,3 solmassor, en radie som är ca 9,4 solradier och utsänder från dess fotosfär ca 58 gånger mera energi än solen vid en effektiv temperatur av ca 5 100 K.